# Salamandrella
Salamandrella är ett släkte av groddjur som ingår i familjen vinkelsalamandrar.
Dessa salamandrar förekommer i Japan, på öar och halvöar i östra Ryssland och fram till nordöstra Kina samt norra Mongoliet.
Arter enligt Catalogue of Life:
- Salamandrella keyserlingii
- Salamandrella tridactyla